# Sikke

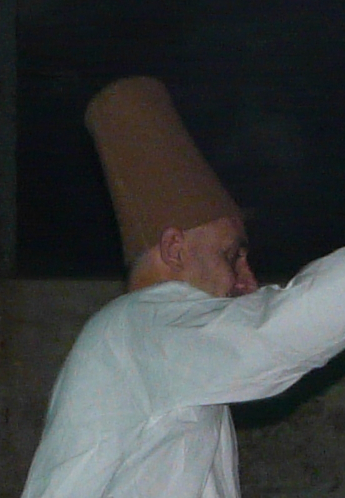
Derwisch mit Sikke

Die Sikke (auch Külach; arab. taj تاج dt. Mütze, Hut, Krone) ist die traditionelle Kopfbedeckung der Derwische, insbesondere bei den Tanzenden Derwischen des Mevlevi-Ordens.

## Material und Aussehen
In ihrer Form einem Fes ähnlich, jedoch 25–30 cm hoch und in einer Kuppel mündend. Die Filzmützen sind doppelwandig gefertigt und meist in Rot-, Braun- oder Beigetönen gehalten.
Im Alltag ist die Sikke oft mit einem Turbantuch destar aus Baumwolle versehen.

## Verwendung

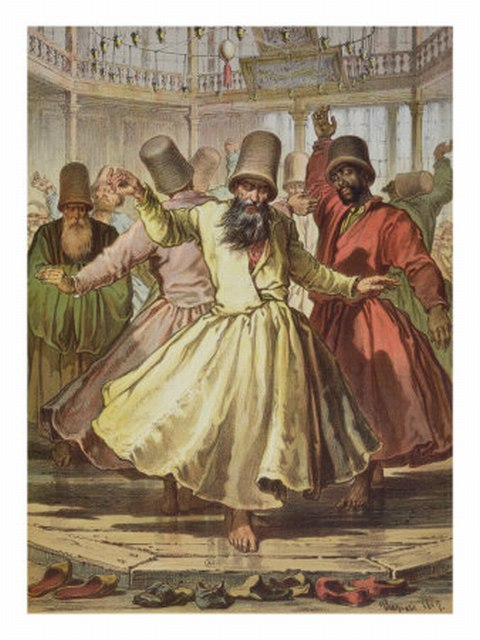
Tanzende Derwische von Amedeo Preziosi

Die Sikke ist, neben dem flickenbesetzten Gewand, dem Flickenrock khriqa, der Bettelschale kashkul und der Gebetskette subha, Bestandteil der traditionellen Derwischtracht. Wie auch die Tracht, unterscheidet sich die Kopfbedeckung in den verschiedenen Derwisch-Bruderschaften.

## Ursprung
Die Sikke in ihrer typischen Form der spitzen Filzmütze stammt wohl von „den Magiern des alten Iran und den wandernden Anhängern Zarathustras“ ab. Ursprünglich ähnelte sie eher einem Zuckerhut, war nicht nur aus Filz, sondern auch aus Stoff geschneidert und mit verschiedenen Mützenzwickeln versehen. Die Anzahl dieser Zwickel und Falten tark entsprach einer bruderschaftspezifischen Symbolik. So entsprechen zwölf tark den zwölf Imamen der Schia.